# Welcome 2 Detroit (Trick-Trick)
Welcome 2 Detroit è una brano musicale di Trick-Trick featuring Eminem, registrato in studio nel 2004 appartenente all'album di Trick-Trick The People vs., composto nello stesso anno.

## Tracce
Formato CD
1. Welcome 2 Detroit – 4:45 (C. Mathis, L. Resto, M. Mathers) – feat. Eminem